# Estadio Domingo Burgueño Miguel
El Estadio Domingo Burgueño Miguel es un estadio ubicado en la ciudad de Maldonado, próximo a Punta del Este, en el Departamento de Maldonado. El escenario fue construido en 1994 y se encuentra dentro Campus Municipal de Maldonado, recinto para distintas actividades deportivas, por lo que también se lo conoce informalmente como Campus de Maldonado.
El estadio pertenece a la Intendencia Departamental de Maldonado. Actualmente es presentado como escenario por Deportivo Maldonado como local. Atenas de San Carlos suele ser local en Campus, a su vez el escenario oficia partidos de OFI a nivel nacional de clubes y localmente en la Liga Departamental de Maldonado.
Recibió algunos eventos internacionales. Uno de ellos es el Seven de Punta del Este, que se realiza allí de manera anual y es uno de los principales eventos de rugby 7 de Sudamérica, que formó parte de la Serie Mundial de Seven de la IRB. Desde 2016, se empezaron a jugar partidos de la selección de rugby de Uruguay por la Americas Rugby Championship. También albergó la final de la Copa Sudamericana 2023.

## Historia

### Construcción
El estadio pertenece a la Intendencia Departamental de Maldonado. Se construyó en 1994, con miras a recibir partidos por la Copa América de 1995.
Con el paso de los años, no recibió obras significantes, conservándose su misma estructura.

### Foco deportivo
Aprovechando su posición estratégica a nivel turístico, el Día de Reyes se juega allí un partido de futbol amistoso "Partido de las Estrellas", a beneficio de la Fundación Niños con Alas.
También comenzó a recibir otros amistosos y torneos de verano durante la pretemporada, como preparación para la actividad oficial. Por ejemplo, las competiciones Copa Hyundai, Copa Conrad, Copa Ricard o Copa Tricampeones del Mundo, entre otras. También recibió el único clásico oficial internacional por fuera del Estadio Centenario, por la Copa Libertadores 1998, con triunfo del Manya por 2 a 1 sobre el Bolso.

### Actualidad
En los últimos años la Intendencia de Maldonado ha buscado actualizar el recinto. Se dejó de lado la práctica frecuente del rugby para no dañar su césped y se iniciaron tareas de impermeabilización en sus tribunas. 
El estadio fue confirmado como sede de la final única de la Copa Sudamericana 2023, y se especula su inclusión como cuarta sede uruguaya en la candidatura sudamericana al Mundial de 2030, junto con el Estadio Centenario, Estadio Gran Parque Central y Estadio Campeón del Siglo.

## Eventos deportivos

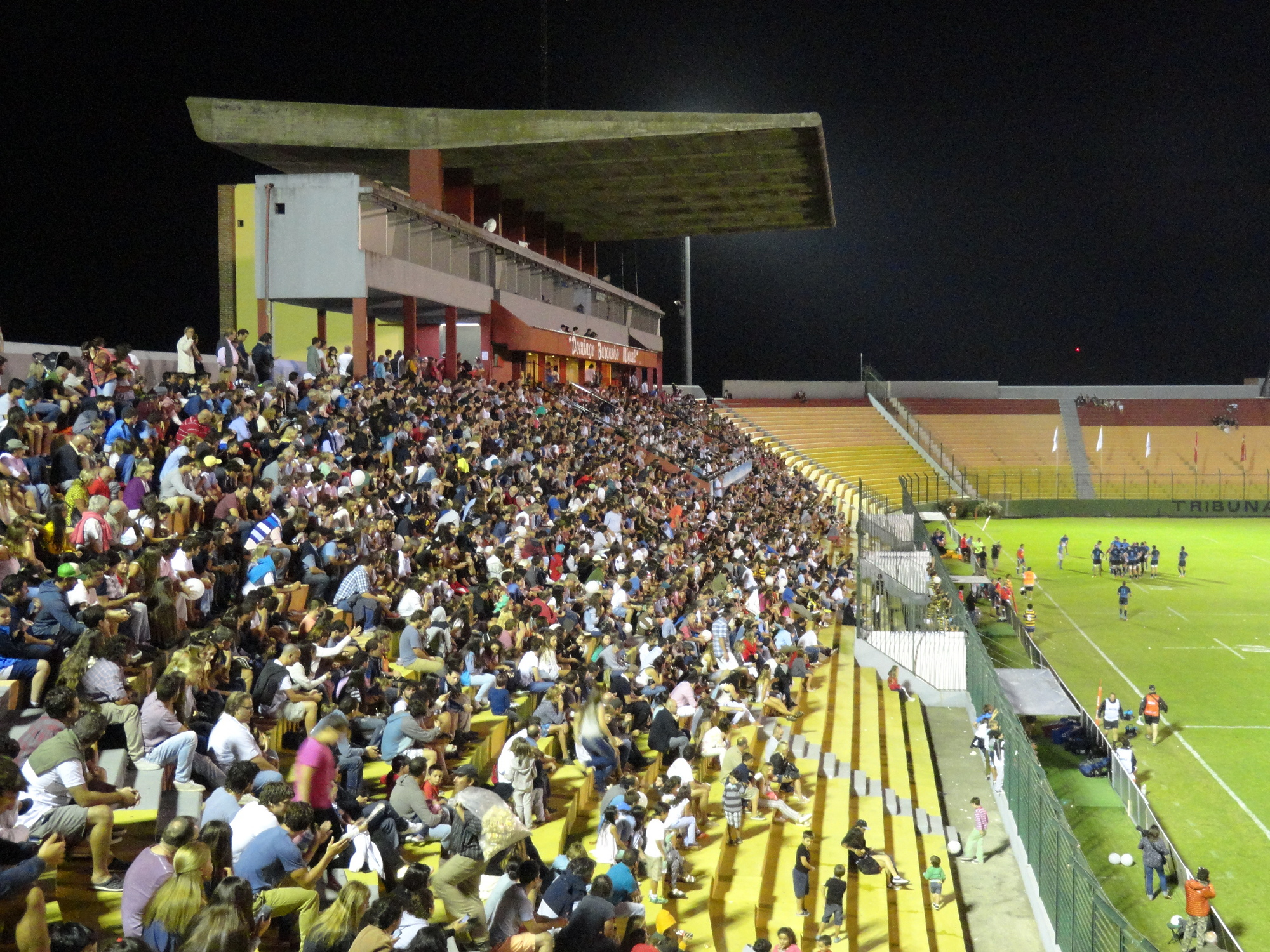
Tribuna principal durante un partido de rugby de los Teros en 2016.

El  Campus es un escenario habitual de partidos de selecciones juveniles de Uruguay, disputando varios torneos amistosos y campeonatos sudamericanos. En 1997 fue utilizado por la selección principal por un partido de la Clasificación de Conmebol para la Copa Mundial de Fútbol de 1998, frente a la selección de Ecuador, partido con un marcador de 5-3 favorable a la selección local.  
En enero de 1996 albergo la Copa Mercosur sub-23 de selecciones, un torneo amistoso de verano, donde en Clásico del Río de la Plata, la selección Uruguaya venció  a la Selección Argentina por penales (7-6) tras empatar 1-1 durante el partido, luego la selección uruguaya culminaría ganando el torneo tras vencer a Paraguay por 2-1.  
En 2012 la Selección de Olímpica fútbol de Uruguay jugó un partido amistoso frente a Chile  previo a los  Juegos Olímpicos Londres 2012. Uruguay ganó 6-4 el partido con 3 goles de Luis Suárez y 2 goles de Edinson Cavani.   

### Partidos Eliminatorias Sudamericanas
| 17 de noviembre de 1997, 19:00 (UTC-3) | Uruguay | 5:3 (2:1) | Ecuador | Estadio Domingo Burgueño Miguel, Maldonado |  |

### Copa América de 1995
El Estadio Domingo Burgueño albergo 5 partidos del torneo americano de selecciones

#### Fase de grupos
| 6 de julio de 1995 | Paraguay                    | 2:1 (0:1) | México     | Estadio Domingo Burgueño Miguel, Maldonado                        |                                                                   |
|                    | Cardozo 63' · Samaniego 73' |           | 44' García | Asistencia: 5000 espectadores Árbitro(s): Alfredo Rodas (Ecuador) | Asistencia: 5000 espectadores Árbitro(s): Alfredo Rodas (Ecuador) |

| 9 de julio de 1995 | México                                       | 3:1 (1:0) | Venezuela         | Estadio Domingo Burgueño Miguel, Maldonado                               |                                                                          |
|                    | García 41' (pen.), 57' (pen.) · Espinoza 76' |           | 65' (a.g.) Campos | Asistencia: 700 espectadores Árbitro(s): Raúl Domínguez (Estados Unidos) | Asistencia: 700 espectadores Árbitro(s): Raúl Domínguez (Estados Unidos) |

| 12 de julio de 1995 | Paraguay                                   | 3:2 (1:1) | Venezuela                  | Estadio Domingo Burgueño Miguel, Maldonado                      |                                                                 |
|                     | Cardozo 35' · Villamayor 64' · Gamarra 83' |           | 13' Miranda · 68' Dolgetta | Asistencia: 2000 espectadores Árbitro(s): Óscar Ruiz (Colombia) | Asistencia: 2000 espectadores Árbitro(s): Óscar Ruiz (Colombia) |

#### Semifinal
| 20 de julio de 1995 | Brasil     | 1:0 (1:0) | Estados Unidos | Estadio Domingo Burgueño Miguel, Maldonado                        |                                                                   |
|                     | Aldair 13' |           |                | Asistencia: 8000 espectadores Árbitro(s): Alfredo Rodas (Ecuador) | Asistencia: 8000 espectadores Árbitro(s): Alfredo Rodas (Ecuador) |

#### Tercer Puesto
| 22 de julio de 1995 | Colombia                                                  | 4:1 (2:0) | Estados Unidos   | Estadio Domingo Burgueño Miguel, Maldonado                            |                                                                       |
|                     | Quiñónez 30' · Valderrama 38' · Asprilla 50' · Rincón 76' |           | 52' (pen.) Moore | Asistencia: 2500 espectadores Árbitro(s): Salvador Imperatore (Chile) | Asistencia: 2500 espectadores Árbitro(s): Salvador Imperatore (Chile) |

### Copa Libertadores y Copa Sudamericana
El Estadio Domingo Burgueño albergado distintos partidos por copas Internacionales de Conmebol, Entre ellos se destaca final de la fianal de  Copa Sudamericana en 2023 entre Fortaleza de Brasil y Liga de Quito de Ecuador, elegido el Campus por las condiciones de escenario y de la ciudad. Además distintos equipos  uruguayos, como Bella Vista, Peñarol, Fénix, Rocha, River Plate y Cerro Largo han oficiado de local en el escenario. Destacándose un partido clásico en la fase de grupos entre Peñarol y Nacional.  Octavos de final  y cuartos de final con Bella Vista como local  en la Copa Libertadores de 1999. En 2023 se dio por primera vez en la historia del departamento, la clasificación de un conjunto local, el Deportivo Maldonado el cual enfrentó a Fortaleza de Brasil, por la segunda fase de la Copa Libertadores.  

#### Final de la Copa Sudamericana 2023
| 28 de octubre de 2023, 17:00 | Fortaleza                                                         | 1:1 (1:1, 0:0) (t. s.)(3:4 p.) | Liga de Quito                                              | Estadio Domingo Burgueño Miguel, Maldonado                                     |                                                                                |
|                              | Lucero 48'                                                        | Reporte                        | Alzugaray 56'                                              | Asistencia: 17 420 espectadores Árbitro(s): Jesús Valenzuela VAR: Jorge Baliño | Asistencia: 17 420 espectadores Árbitro(s): Jesús Valenzuela VAR: Jorge Baliño |
|                              |                                                                   | Tiros desde el punto penal     |                                                            |                                                                                |                                                                                |
|                              | Galhardo · Yago Pikachu · Romero · Tinga · Pedro Augusto · Brítez |                                | Guerrero · Alzugaray · Martínez · Julio · Alvarado · Piovi |                                                                                |                                                                                |

### Campeonato Sudamericano de Fútbol Sub-20 de 2015
El Estadio Domingo Burgueño Miguel  ha sido sede del Campeonato Sudamericano de Fútbol Sub-20 de 2015, albergando el grupo en que participó la Selección Uruguaya.
| 15 de enero de 2015, 20:00 | Brasil            | 2:1 (1:0) | Chile      | Estadio Domingo Burgueño Miguel, Maldonado |                             |
|                            | Guilherme 43' 46' | Reporte   | Cuevas 81' | Árbitro(s): Enrique Cáceres                | Árbitro(s): Enrique Cáceres |

| 15 de enero de 2015, 22:10 | Uruguay         | 1:0 (0:0) | Colombia | Estadio Domingo Burgueño Miguel, Maldonado |                            |
|                            | Arambarri 90+1' | Reporte   |          | Árbitro(s): Mauro Vigliano                 | Árbitro(s): Mauro Vigliano |

| 17 de enero de 2015, 20:00 | Chile                      | 2:0 (1:0) | Venezuela | Estadio Domingo Burgueño Miguel, Maldonado |                        |
|                            | Echeverría 6' · Cuevas 59' | Reporte   |           | Árbitro(s): Diego Haro                     | Árbitro(s): Diego Haro |

| 17 de enero de 2015, 22:10 | Uruguay                     | 2:0 (1:0) | Brasil | Estadio Domingo Burgueño Miguel, Maldonado |                            |
|                            | Pereiro 28' · Arambarri 59' | Reporte   |        | Árbitro(s): Roddy Zambrano                 | Árbitro(s): Roddy Zambrano |

| 19 de enero de 2015, 20:00 | Chile | 0:3 (0:1) | Colombia                           | Estadio Domingo Burgueño Miguel, Maldonado |                             |
|                            |       | Reporte   | Borré 12' · Lucumí 75' · Otero 81' | Árbitro(s): Enrique Cáceres                | Árbitro(s): Enrique Cáceres |

| 19 de enero de 2015, 22:10 | Brasil                    | 2:0 (0:0) | Venezuela | Estadio Domingo Burgueño Miguel, Maldonado |                                |
|                            | Kennedy 74' · Gabriel 78' | Reporte   |           | Árbitro(s): Alejandro Mancilla             | Árbitro(s): Alejandro Mancilla |

| 21 de enero de 2015, 20:00 | Colombia   | 1:0 (0:0) | Venezuela | Estadio Domingo Burgueño Miguel, Maldonado |                            |
|                            | Lucumí 60' | Reporte   |           | Árbitro(s): Roddy Zambrano                 | Árbitro(s): Roddy Zambrano |

| 21 de enero de 2015, 22:10 | Uruguay                                                             | 6:1 (3:0) | Chile          | Estadio Domingo Burgueño Miguel, Maldonado |                            |
|                            | Acosta 19' 45' · Cotugno 23' · Pereiro 67' · Amaral 82' · Faber 88' | Reporte   | Echeverría 85' | Árbitro(s): Mauro Vigliano                 | Árbitro(s): Mauro Vigliano |

| 23 de enero de 2015, 20:00 | Brasil                      | 2:1 (1:0) | Colombia    | Estadio Domingo Burgueño Miguel, Maldonado |                        |
|                            | Thalles 43' · Guilherme 75' | Reporte   | Manotas 50' | Árbitro(s): Diego Haro                     | Árbitro(s): Diego Haro |

| 23 de enero de 2015, 22:10 | Uruguay | 0:1 (0:1) | Venezuela  | Estadio Domingo Burgueño Miguel, Maldonado |                                |
|                            |         | Reporte   | Moreno 27' | Árbitro(s): Alejandro Mancilla             | Árbitro(s): Alejandro Mancilla |

### Copa Mundial de Fútbol Femenino Sub-17 de 2018
El Estadio Domingo Burgueño Miguel se jugaron seis encuentros de la Copa Mundial de Fútbol Femenino Sub-17, todos correspondientes a la fase de grupos.
| Fecha                   | Fase         | Equipo    |                      | Resultado |                      | Equipo    |
| ----------------------- | ------------ | --------- | -------------------- | --------- | -------------------- | --------- |
| 13 de noviembre de 2018 | Primera fase | México    | Bandera de México    | 0:0       | Bandera de Sudáfrica | Sudáfrica |
| 13 de noviembre de 2018 | Primera fase | Brasil    | Bandera de Brasil    | 0:0       | Bandera de Japón     | Japón     |
| 16 de noviembre de 2018 | Primera fase | México    | Bandera de México    | 1:0       | Bandera de Brasil    | Brasil    |
| 16 de noviembre de 2018 | Primera fase | Japón     | Bandera de Japón     | 6:0       | Bandera de Sudáfrica | Sudáfrica |
| 20 de noviembre de 2018 | Primera fase | Finlandia | Bandera de Finlandia | 1:1       | Bandera de Uruguay   | Uruguay   |
| 20 de noviembre de 2018 | Primera fase | Japón     | Bandera de Japón     | 1:1       | Bandera de México    | México    |

### Supercopa Uruguaya
El Estadio Domingo Burgueño Miguel albergó los partidos por la finales de la Supercopa Uruguaya 2020 y 2022. Fue en la tercera y quinta edición de este torneo.
| Supercopa Uruguaya 2020; 1 de febrero de 2020, 20:30 (UTC-3) | Liverpool                                        | 4:2 (2:2, 1:0) (t. s.) | Nacional                    | Estadio Domingo Burgueño Miguel, Maldonado |                            |
|                                                              | Dávila 4' · Medina 57' · Correa 106' · Díaz 111' |                        | 79' Carballo · 90+5' Castro | Árbitro(s): Gustavo Tejera                 | Árbitro(s): Gustavo Tejera |

| Supercopa Uruguaya 2022; 30 de enero de 2022, 19:00 (UTC-3) | Peñarol             | 1:0 (0:0, 0:0) (t. s.) | Plaza Colonia | Estadio Domingo Burgueño Miguel, Maldonado |                            |
|                                                             | Ayala 120+4' (a.g.) |                        |               | Árbitro(s): Andrés Matonte                 | Árbitro(s): Andrés Matonte |

## Conciertos
| Año  | País        | Artista                 |
| ---- | ----------- | ----------------------- |
| 1982 | Italia      | Raffaella Carrà         |
| 1985 | Reino Unido | Yes                     |
| 1991 | Reino Unido | Joe Cocker y Billy Idol |
| 2006 | Uruguay     | No Te Va Gustar         |
| 2014 | Uruguay     | No Te Va Gustar         |
| 2014 | Uruguay     | Lucas Sugo              |
| 2014 | Brasil      | Armandinho              |
| 2015 | Uruguay     | Lucas Sugo              |
| 2018 | Argentina   | La Beriso               |
| 2022 | Argentina   | La Renga                |
| 2025 | Argentina   | Emilia Mernes           |

## Lista de eventos deportivos
| Año  | Campeonato                                                       | Partidos    | Deporte | Observación               |
| ---- | ---------------------------------------------------------------- | ----------- | ------- | ------------------------- |
| 1995 | Copa América 1995                                                | 5 Partidos  | Fútbol  |                           |
| 1997 | Clasificación de Conmebol para la Copa Mundial de Fútbol de 1998 | 1 Partido   | Fútbol  |                           |
| 1999 | Campeonato Sudamericano de Fútbol Sub-15 1999                    | 10 Partidos | Fútbol  |                           |
| 2006 | Copa Libertadores 2006                                           | 3 Partidos  | Fútbol  |                           |
| 2008 | Seven Sudamericano Masculino 2008                                | 18 Partidos | Rugby   |                           |
| 2012 | Torneo Preparación 2012                                          | 2 Partidos  | Fútbol  |                           |
| 2014 | Seven de Punta del Este 2014                                     | 43 Partidos | Rugby   | Clubes y Selecciones      |
| 2014 | Campeonato Uruguayo de Primera División 2014-15                  | 8 Partidos  | Fútbol  | Torneo Clausura           |
| 2015 | Campeonato Uruguayo de Primera División 2014-15                  | 7 Partidos  | Fútbol  | Torneo Apertura           |
| 2015 | Campeonato Sudamericano de Fútbol Sub-20 de 2015                 | 10 Partidos | Fútbol  |                           |
| 2016 | Copa Libertadores 2016                                           | 1 Partido   | Fútbol  | River Plate Local         |
| 2016 | Americas Rugby Championship 2016                                 | 1 Partido   | Rugby   |                           |
| 2017 | Seven de Punta del Este 2017                                     | 48 Partidos | Rugby   | Clubes y Selecciones      |
| 2018 | Seven de Punta del Este 2018                                     | 34 Partidos | Rugby   | Solo Clubes               |
| 2018 | Copa Mundial Femenina de Fútbol Sub-17 de 2018                   | 6 Partidos  | Fútbol  |                           |
| 2019 | Seven de Punta del Este 2019                                     | 62 Partidos | Rugby   | Clubes y Selecciones      |
| 2020 | Copa Libertadores 2020                                           | 1 Partido   | Fútbol  | Clubes                    |
| 2020 | Supercopa Uruguaya 2020                                          | 1 Partido   | Fútbol  | Final                     |
| 2020 | Campeonato Uruguayo de Primera División 2020                     | 18 Partidos | Fútbol  | Deportivo Maldonado local |
| 2021 | Campeonato Uruguayo de Primera División 2021                     | 15 Partidos | Fútbol  | Deportivo Maldonado local |
| 2022 | Supercopa Uruguaya 2022                                          | 1 Partido   | Fútbol  | Final                     |
| 2023 | Copa Sudamericana 2023                                           | 1 Partido   | Fútbol  | Final                     |